# Léo Ferré
Pour les articles homonymes, voir Ferré.
Léo Ferré, né le 24 août 1916 à Monaco et mort le 14 juillet 1993 à Castellina in Chianti (Toscane, Italie), est un auteur-compositeur-interprète, pianiste, chef d'orchestre et poète français naturalisé monégasque en 1953.
Il réalise plus d'une quarantaine d'albums originaux couvrant une période d'activité de 46 ans. De culture musicale classique, il dirige également à plusieurs reprises des orchestres symphoniques, en public ou à l'occasion d'enregistrements discographiques. Léo Ferré se revendique anarchiste et ce courant de pensée inspire grandement son œuvre.

## Biographie

### L'enfance
Né le 24 août 1916 à Monaco de Marie Scotto, couturière de nationalité monégasque, et d'un père français — Joseph Ferré, directeur du personnel du casino de Monte-Carlo —, Léo Ferré est né français, le fait d'être né à Monaco ne donnant pas droit automatiquement à la nationalité monégasque. Cependant, en 1953, selon Jacques Vassal : « On a souvent dit ou écrit que Rainier avait accordé la nationalité monégasque à Ferré. En fait, une loi venait d’être promulguée en 1953 par le prince, annonçant que toute personne née à Monaco de mère monégasque avait le droit de choisir sa nationalité, française ou monégasque,. Léo choisit la seconde, à la différence de sa sœur Lucienne, mariée à un Français. »
À l'âge de sept ans, le petit Léo intègre, en tant que soprano, la maîtrise et donc le chœur de la cathédrale de Monaco. Il découvre à ce moment la polyphonie, au contact des œuvres de Palestrina et de Tomás Luis de Victoria, sous la direction du maître de chapelle et compositeur Louis-Lazare Perruchot. Son oncle maternel, Albert Scotto, ancien violoniste dans l'orchestre de Monte-Carlo et directeur du théâtre au Casino, le fait assister aux spectacles et répétitions qui ont lieu à l'opéra de Monte-Carlo, alors haut-lieu de la vie musicale internationale. Léo Ferré y entend le chanteur basse Fédor Chaliapine, y découvre Beethoven, qui l'émeut profondément, que ce soit sous la baguette d'Arturo Toscanini (l'Ouverture de Coriolan), ou à la radio (la Cinquième symphonie). Mais c'est la présence du compositeur Maurice Ravel aux répétitions de L'Enfant et les Sortilèges qui l'impressionne le plus durablement.
À neuf ans, son père, un homme rigide, l'envoie en pensionnat en Italie, au collège Saint-Charles de Bordighera tenu par les Frères des Écoles chrétiennes. Il y reste en pension pendant huit longues années entre 1925 et 1934. Il racontera cette enfance solitaire et encagée dans une fiction autobiographique (Benoît Misère, 1970), relatant notamment être la victime de pratiques pédophiles du surveillant général. Il y approfondit sa connaissance du solfège et joue du piston dans l'harmonie. À quatorze ans, il compose le Kyrie d'une messe à trois voix et une mélodie sur le poème Soleils couchants de Verlaine.
Il lit en secret des auteurs considérés comme subversifs par les Frères : Voltaire, Baudelaire, Verlaine, Rimbaud, Mallarmé. Entendant prononcer le mot « anarchie », il ouvre un dictionnaire pour en trouver le sens (anarchie : « opposition à toute autorité d'où qu'elle vienne »). L'adolescent ne peut encore l'assumer, mais c'est décidé, il deviendra anarchiste et subversif, révolté contre les stéréotypes du nouveau monde de la consommation et de la bêtise envahissante.
De retour à Monaco pour préparer son baccalauréat, Léo Ferré devient pigiste pour le journal Le Petit Niçois comme critique musical, ce qui lui permet d'approcher des chefs d'orchestre prestigieux comme Antal Doráti ou Dimitri Mitropoulos. À cette époque il découvre avec enthousiasme le ballet Daphnis et Chloé et le Concerto pour la main gauche de Ravel, sous la direction de Paul Paray, ainsi que le Boléro et la Pavane pour une infante défunte, dirigés par le compositeur en personne.
Il passe et obtient son baccalauréat de philosophie au lycée Albert-Ier de Monaco. Son père refuse qu'il s'inscrive ensuite au Conservatoire de musique.

### Années de formation
Léo Ferré part pour Paris en 1935 afin d'intégrer l'Institut d'études politiques de Paris et suivre des études de droit à l'université. Il étudie sur les bancs de l'institut au même moment que François Mitterrand qui, lui, est inscrit en section générale et non en section administrative.
Le cursus de Léo Ferré au sein de Sciences Po dure quatre années (1935-1939) et non trois comme il est alors d'usage : Ferré redouble une année, se montre peu intéressé par les événements politiques et leurs enjeux, et préfère peaufiner son apprentissage du piano en complet autodidacte en même temps qu'il mûrit son rapport à l'écriture. Il reçoit laborieusement son diplôme, que l'établissement lui accorde « par décision spéciale parce que mobilisé », le 30 octobre 1939, alors qu'il lui manque deux oraux à passer.
Il revient à Monaco en 1939, avant d'être mobilisé cette même année. Il est affecté dans l'infanterie après s'être inscrit à l'école des officiers de réserve de Saint-Maixent. Devenu aspirant en mai 1940, il se voit confier deux mois plus tard la mission d'accompagner un peloton de tirailleurs algériens vers une position de repli, avant d'être démobilisé en août. Sa vocation de compositeur s'affirme avec ce retour à la vie civile.
En 1940, à l'occasion du mariage de sa sœur, il écrit un Ave Maria pour orgue et violoncelle, et commence la mise en musique de chansons écrites par une amie. C'est avec ce répertoire qu'il se produit pour la première fois en public le 26 février 1941, au Théâtre des Beaux-arts de Monte-Carlo, sous le pseudonyme de Forlane (nom d'une danse du XVIIe siècle à deux temps). Ses premiers textes personnels datent sans doute de cette année-là.
À la fin d'un concert à Montpellier où se produit Charles Trenet, il lui présente trois de ses chansons, mais ce dernier lui conseille de ne pas les chanter lui-même et de se contenter d'écrire pour les autres. En 1943, l'écrivain René Baer lui confie des textes qu'il met en musique et qui deviendront plus tard des succès : La Chanson du scaphandrier fut reprise par Claire Leclerc, Henri Salvador et Eddie Constantine et La Chambre, un des moments forts de son jeune répertoire. La même année, Léo Ferré épouse Odette Schunck, rencontrée en 1940 à Castres. Le couple s'installe dans une ferme à Beausoleil près de Monaco et tente de vivre de quarante-cinq oliviers, une mule, un mouton et trois vaches dont ils vendent le lait, et un berger allemand nommé Arkel. En 1945, alors qu'il est toujours fermier et occasionnellement homme à tout faire à Radio Monte-Carlo, Léo Ferré rencontre Édith Piaf qui l'encourage à tenter sa chance à Paris. Ils broyaient du noir, L'opéra du ciel, Suzon, sont les plus vieux enregistrements connus de Léo Ferré. Ils ont été retrouvés par son fils, Mathieu Ferré, dans le bureau de son père. Il découvre une demi-douzaine d'enregistrements sur disque en pyral. Mêlés à un amoncellement de partitions et de manuscrits, ils sont pour la plupart totalement inutilisables et seules trois chansons ont pu être récupérées. Si la date et les circonstances des enregistrements demeurent inconnues, tout laisse à penser que c'est vers le milieu des années 1940 que Ferré les grave.

### Les débuts à Paris
À la fin de l'été 1946, Léo Ferré s'installe à Paris. Il obtient un engagement de trois mois au cabaret Le Bœuf sur le toit où il s'accompagne au piano. Il se lie d'amitié avec Jean-Roger Caussimon, à qui il demande s'il peut mettre en musique son poème À la Seine. Ensemble, régulièrement ils feront plusieurs chansons particulièrement appréciées du public comme Monsieur William (1950), Le Temps du tango, (1958) ou encore Comme à Ostende (1960) et Ne chantez pas la mort (1972). En avril 1947, Léo Ferré accepte de faire une tournée en Martinique, qui se révèle désastreuse et le conforte dans son aversion du voyage. Faute d'argent, il met six mois avant de revenir. Il écrit une lettre pour obtenir un secours à Charles Trenet, sans succès. Il doit se résoudre à demander de l'aide à son beau-père. Ce dernier, administrateur du théâtre de l'Étoile, ne l'aura guère plus aidé. À son retour, il commence à fréquenter le milieu des anarchistes espagnols, exilés ayant fui le franquisme. Cela nourrira sa rêverie romantique de l'Espagne, dont Le Bateau espagnol et Le Flamenco de Paris seront les premières manifestations.

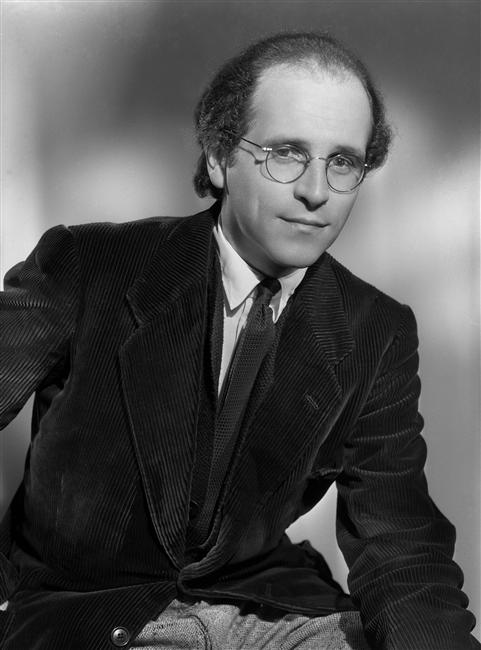
Au sortir de la guerre, Ferré âgé d'une trentaine d'années pose pour le Studio Harcourt en veste et cravate ; tenue fort rare chez lui.

Cette période lui est psychologiquement et financièrement difficile. Pendant sept longues années il doit se contenter d'engagements aléatoires et épisodiques dans les caves à chansons de la capitale : Les Assassins, Aux Trois Mailletz, L'Écluse, La Rose rouge, Le Trou, le Quod Libet, ou encore le Milord l'Arsouille, ces trois derniers étant successivement dirigés par son ami Francis Claude, avec lequel il coécrit plusieurs chansons, dont La Vie d'artiste (1950), en écho à sa récente séparation d'avec Odette.
Il finit par se faire une petite réputation dans le métier, parvenant non sans peine à placer quelques titres chez les interprètes de l'époque : Yvette Giraud, Renée Lebas, Édith Piaf, Henri Salvador, Marc & André, puis un peu plus tard Yves Montand et Les Frères Jacques. Mais c'est avec la chanteuse Catherine Sauvage qu'il va trouver sa plus fidèle, passionnée et convaincante ambassadrice.

### Les années «Le Chant du Monde»: 1947-1953
Le 3 mars 1947, Léo Ferré signe son premier contrat avec un éditeur musical : Le Chant du Monde, maison d'édition affiliée au parti communiste. Mis à part La Chanson du scaphandrier, Ferré n'enregistre aucune des chansons sur lesquelles il cède l'exclusivité des droits au Chant du Monde, sans doute parce qu'il les envisage comme un corpus destiné aux interprètes. À ce stade Léo Ferré n'est pas encore certain de vouloir chanter lui-même. Il le fait par nécessité, pour gagner sa vie.
Le 16 décembre 1950, il divorce : Odette ne serait pas fidèle (cf. Testament phonographe). Leur vie commune était marquée par la précarité financière et l'aurait amenée à poser pour des photos de réclame à une époque où l'homme était censé subvenir aux besoins du ménage. Cette même année, il avait rencontré Madeleine Rabereau au BarBac, rue du Bac à Paris. « Je suis né par erreur en 1916 et une seconde fois le 6 janvier 1950 quand j’ai connu Madeleine », celle dont il dira aussi « c'est l'autre bout de moi-même ». La relation passionnée qui en naît donne une impulsion nouvelle à sa vie et sa carrière. Il fait de Madeleine sa muse, elle influe positivement sur la prise de confiance et le devenir charismatique de l'artiste sur scène, ainsi que sur certains choix artistiques (mise en scène et organisation du tour de chant, essentiellement). Elle lui fait enlever ses lunettes sur scène, laisser un peu son piano, modifier son habillement. Ils vivent ensemble boulevard Pershing avec Annie Bizy, la fille de Madeleine.
En juin de la même année, Léo Ferré renouvelle son contrat avec Le Chant du Monde pour trois ans. Cette fois, le contrat concerne l'édition phonographique, Léo Ferré va pouvoir enfin s'enregistrer.
Dès le 26 juin, il est en studio et, s'accompagnant lui-même au piano, il enregistre quatorze chansons, dont douze sont diffusées en 78 tours.
Toujours en 1950, il part pour l'Angleterre, tenir le (petit) rôle d'un pianiste dans le film Cage of Gold (La Cage d'or), de Basil Dearden. C'est son unique apparition au cinéma.
En janvier 1951, Ferré enregistre pour la radio De sacs et de cordes, un récit lyrique récité par Jean Gabin et diffusé sur les ondes en février. Les Frères Jacques, Léo Noël, la cantatrice Laïla Ben Sedira et d'autres chanteurs et comédiens participent à cet enregistrement. C'est l'occasion pour Léo Ferré de diriger pour la première fois un orchestre symphonique et des chœurs.
Dès la fin de 1947 Léo Ferré produit et anime sur Paris Inter plusieurs cycles d'émissions consacrées à la musique classique. Dans Musique byzantine (1953-1954), il élargit son propos à des questions esthétiques sur la tonalité, l'exotisme, la mélodie, l'opéra, l'ennui, l'originalité ou la « musique guimauve », et affirme avec une acuité polémique ses conceptions anti-modernes, épinglant tout à la fois l'assujettissement de la musique au mercantilisme industriel (« la musique de conserve ») et la décadence intellectualiste en quoi consiste la recherche éperdue de procédés et de systèmes (« le terminus des dilettantes »), incarnée à ses yeux par les avant-gardes, au premier rang desquelles la musique sérielle en plein essor. Un projet ultérieur d'émission ayant été refusé et le succès venant, Léo Ferré cesse de travailler à la radio.
En 1952, pour présenter le concours Verdi à La Scala de Milan, il écrit le livret et la musique d'un opéra qui transpose de manière grinçante et très noire ses récentes années de galère : La Vie d'artiste. Il semble qu'il n'y ait pas tellement tenu, abandonnant très vite cet exercice pour d'autres projets. Il en tirera néanmoins la chanson La Chemise rouge ainsi que la matière de la chanson Miséria, intégrées toutes deux à son futur Opéra du pauvre (1983), et plus tardivement la chanson Vison l'éditeur (1990). C'est également cette année-là qu'il épouse Madeleine Rabereau.
En 1953 Léo Ferré rejoint la maison de disques Odeon. Le Chant du Monde lui rappelle qu'il ne s'est pas acquitté du nombre de chansons à leur fournir stipulé dans son contrat. Aussi Léo Ferré retourne-t-il en studio pour leur compte, choisissant de réenregistrer toujours au piano mais dans de meilleures conditions techniques onze des douze titres précédemment diffusés en 1950 (Le Temps des roses rouges est écartée, elle aurait été jugée anticommuniste par la maison de disque). Ces sessions donnent naissance au 33 tours 25 cm nommé Chansons de Léo Ferré, qui paraît en 1954.

### Les années «Odeon»: 1953-1958
En avril 1953, Léo Ferré commence les premières séances studio pour la firme Odeon, qui voit paraître le 33 tours 25 cm Paris canaille. Ferré y chante pour la première fois Guillaume Apollinaire avec Le Pont Mirabeau. Après avoir été refusée par Yves Montand, Les frères Jacques et Mouloudji, la chanson Paris canaille chantée par Catherine Sauvage est un succès. Pour Ferré, c'est la fin de la précarité, les interprètes qui l'ignoraient viennent à lui. Il met à profit cette bouffée d'oxygène pour se consacrer à la composition d'un oratorio sur La Chanson du mal-aimé, (il lui consacra plus d'un an de travail, de mars 1952 à avril 1953), vaste poème de Guillaume Apollinaire, dont le recueil Alcools exerce une influence majeure sur sa propre écriture poétique.

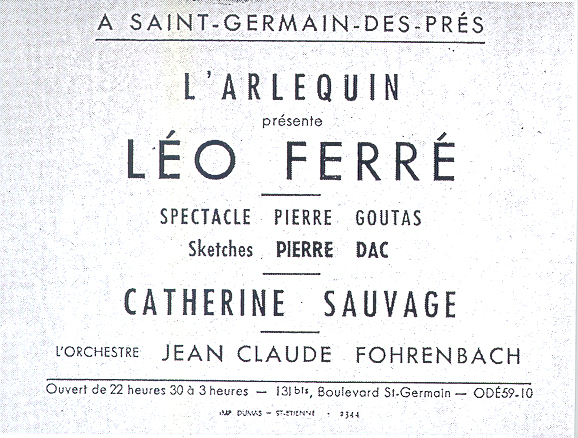
Affichette annonçant le passage de Léo Ferré à l'Arlequin en 1953.

En décembre 1953, Léo Ferré chante à L'Arlequin, salle de spectacle située à Saint-Germain-des-Prés, où il partage un spectacle avec Pierre Dac et Catherine Sauvage. Le Prince Rainier de Monaco est des spectateurs, il lui propose de créer à l'Opéra de Monte-Carlo La Chanson du mal-aimé.
L'œuvre, pour quatre chanteurs lyriques, est créée sous la baguette du compositeur le 29 avril 1954 à l'Opéra de Monte-Carlo. La Symphonie interrompue, que Léo Ferré compose en trois mois, complète le programme. Une captation radiophonique de cette unique représentation est réalisée et diffusée par Radio Monte-Carlo le 3 mai. Longtemps on a cru la bande détruite, il n'en était rien. Après plusieurs démarches infructueuses pour faire vivre sur scène son adaptation du poème d'Apollinaire, Ferré verra son opiniâtreté récompensée en enregistrant l'oratorio sur disque en 1957.
Odeon lui alloue plus de moyens ; ainsi à l'automne 1954, pour l'enregistrement de son deuxième 33 tours 25 cm, Le Piano du pauvre, dont il signe tous les arrangements, pour la toute première fois, il dispose d'un grand orchestre qu'il dirige lui-même. Pour des raisons inconnues, cette expérience restera sans lendemain jusqu'en 1971.
L'année 1954 est décisive pour la reconnaissance de Léo Ferré, comme auteur, interprète et aussi et surtout comme compositeur. Sa renommée va croître au fil des disques et des succès tels que Le piano du pauvre, L'Homme (1954), Le Guinche, ou encore Pauvre Rutebeuf (1955).

Cette progression vers la reconnaissance se concrétise par un passage du cabaret au music-hall, avec un récital en vedette à L'Olympia en mars 1955. Cette fois encore le succès est mitigé et Ferré ne se produit plus dans une grande salle parisienne durant trois ans. Odeon sort le premier 33 tours 30 cm et premier live de l'artiste, Récital Léo Ferré à l'Olympia, qui obtient un accueil très confidentiel.
En 1956, il publie son troisième 25 cm, Le Guinche, d'où se distingue Pauvre Rutebeuf, d'après plusieurs textes du poète du XIIIe siècle Rutebeuf. Ce titre va connaître un succès international et devenir un classique très apprécié à travers le monde tout comme Le déserteur de Boris Vian ou de Le Galérien de Léo Poll.
Les surréalistes André Breton et Benjamin Péret saluent ses talents de poète. André Breton entretient une amitié suivie avec lui, mais n'intervient pas pour soutenir Léo Ferré dans le four provoqué de La Nuit, un ballet lyrique que le chorégraphe Roland Petit lui a commandé cette année-là. C'est une expérience malheureuse et Léo Ferré va abandonner pour de longues années ses ambitions musicales au profit de l'écriture, commençant la rédaction de Benoît Misère, qui sera son unique incursion dans le champ du roman. André Breton accepte puis refuse de rédiger la préface de son premier recueil de poésies Poète... vos papiers !, dont la teneur le heurte. Déçu, Léo Ferré écrit alors lui-même une préface qui sera, à l'instigation de l'éditeur, publiée dans le journal Arts en même temps que le recueil, en janvier 1957 (Il s'en inspirera plus tard pour la chanson Préface, publiée en ouverture de son album Il n'y a plus rien). Dans ce texte polémique, le poète s'en prend à l'écriture automatique et aux cénacles littéraires, entre autres. André Breton découvre ce texte dans le journal, s'estime visé et dénigré, et rompt avec Léo Ferré, qui écrira une lettre vengeresse jamais postée.
Léo Ferré fait précéder la publication de son recueil (aux éditions de la Table Ronde) par la parution d'un album éponyme, où sa femme récite une sélection de poèmes, tandis qu'il chante L'été s'en fout et Les copains d'la neuille.
Cette même année 1956, Léo Ferré rencontre Maurice Frot. En 1968, celui-ci devient son secrétaire « homme à tout faire » jusqu'en 1973 où ils se brouilleront.
1957 célèbre le centenaire de la publication du recueil Les Fleurs du mal de Charles Baudelaire. Léo Ferré fait paraître la même année un album éponyme, devenant le premier chanteur à consacrer la totalité d'un disque longue durée à un poète.
Ces deux albums confèrent au chanteur un statut particulier, qu'il entendra garder toute son existence. L'artiste, ambitieux et exigeant, désire mener une « croisade » poétique pour faire voler en éclats la distinction entre poésie et chanson, et contrecarrer par le haut ce qu'il juge être la médiocrité des paroliers de son époque.
La même année paraît le super 45 tours Java partout, La Zizique, Mon Sébasto, qui confirme que Ferré, malgré ses ambitions de compositeur, ne néglige pas pour autant son public des cabarets, où il continue à régulièrement se produire. Il y rencontre Paul Castanier, pianiste aveugle (qui va devenir son accompagnateur jusqu'en 1973) et le guitariste Barthélémy Rosso (qui jouera pour Félix Leclerc et Georges Brassens). Ferré se lie également avec le pianiste et arrangeur Jean-Michel Defaye, la chanteuse et ondiste Janine de Waleyne.
Accompagné par Castanier et Rosso, auquel s'est joint l'accordéon de Jean Cardon, Léo Ferré pour la troisième fois s'essaie à séduire le public d'une grande salle parisienne. C'est ainsi qu'il est, du 3 au 15 janvier 1958, sur la scène de Bobino. L'artiste, qui reste sur le succès mitigé de l'Olympia de 1955, n'est plus désormais contraint d'être « figé » devant son piano, il interprète désormais ses chansons en les accompagnant d'une gestuelle travaillée. Un jeu de scène — qu'il abandonnera par ailleurs très vite, pour revenir à plus de sobriété devant le public — qui lui vaut d'être désormais reconnu comme interprète. Un album live Léo Ferré à Bobino est distribué.
Léo Ferré publie son cinquième et ultime album chez Odeon, Encore du Léo Ferré. Ce 30 cm inclut la chanson Le Temps du tango, qui est son premier vrai succès personnel en tant qu'interprète. Les titres La Vie moderne, Dieu est nègre et Le Jazz band comptent parmi les futurs classiques de l'artiste.
Léo Ferré quitte la maison de disques Odeon, pour laquelle en six ans, il a produit treize 78 tours (de 1953 à 1955), une trentaine de super 45 tours (y compris les rééditions), trois 33 tours 25 cm et six 33 tours 30 cm originaux.

### 1959, une année de transition
Léo Ferré n'est plus lié par contrat à une quelconque maison de disques. Pour autant, il reste très impliqué dans l'écriture et la scène.
Ainsi, en janvier, il réalise en studio accompagné par vingt musiciens la bande originale du film Douze Heures d'horloge ; Catherine Sauvage chante le titre du générique La Poisse.
En avril, il chante à la Mutualité et au Moulin de la galette.
En septembre, Ferré interprète à la radio une première version de L'Âge d'or, et déclare avoir composé durant l'été 51 nouvelles chansons. Tout au long de l'année il est régulièrement invité par le poète Luc Bérimont, qui anime l'émission radiophonique hebdomadaire Avants-premières. Ce dernier conservera nombre de présentations radiophoniques de créations de l'artiste. Un CD paru en 2006, La Mauvaise Graine, rassemble plusieurs de ces inédits.
Pour acheter le Fort du Guesclin, îlot situé entre Cancale et Saint-Malo, Léo Ferré vend à son nouvel éditeur les Éditions Méridian les droits de 159 titres, renonçant ainsi à une indépendance acquise depuis décembre 1954, date à laquelle il s'était libéré de toute contrainte éditoriale. La Bretagne lui inspire entre autres le long poème Les Chants de la fureur, dans lequel il trouve la matière de sept chansons, la plus célèbre étant La Mémoire et la Mer.
Léo Ferré chante, à partir du 20 novembre, au Drap d'Or ; la chanson La mauvaise graine est un des titres phares du récital.
Très productif, Léo Ferré a désormais « en stock » de nombreuses chansons à venir.
Enfin, son accordéoniste et ami Jean Cardon fait paraître un album instrumental des chansons du poète (Surpat' chez Léo Ferré).

### Les années «Barclay»

#### 1960-1968
En 1960 Léo Ferré rejoint le label florissant d'Eddie Barclay. À l'instar d'un Georges Brassens ou d'un Jacques Brel, Léo Ferré est à présent considéré comme « un grand de la chanson française » et du music-hall, dont il maîtrise les codes. Mettant entre parenthèses les expériences musicales de la précédente décennie, il se consacre à la chanson. Son orchestrateur Jean-Michel Defaye crée le « son Ferré » caractéristique de cette première époque Barclay et donne durant dix ans une cohésion musicale aux créations du poète.
La première publication de Ferré chez Barclay n'est pas son album sur les poésies d'Aragon, prêt depuis 1959, mais un album de chansons volontairement accrocheuses et populaires, selon le souhait d'Eddie Barclay. Intitulé Paname, ce 33 tours 25 cm connaît le succès avec les chansons Paname et Jolie môme (parallèlement interprétée par Juliette Gréco). Ferré y poursuit la collaboration avec son ami Jean-Roger Caussimon (Comme à Ostende) et met aussi en musique l'éditeur et écrivain Pierre Seghers (Merde à Vauban), entre autres. L'album paraît à la fin de l'année 1960. Ferré enregistre dans la foulée Les Chansons d'Aragon, en janvier 1961. Ce disque fait date et s'impose rapidement comme une référence dans le monde de la chanson.
Pour un album 25 cm sur ses propres textes, Léo Ferré se montre très offensif : Mon général, Regardez-les (texte de Francis Claude), La gueuse, Pacific Blues, Les rupins, Miss Guéguerre, Thank you Satan, Les 400 coups. Le disque est gravé et pressé, mais n'est pas publié dans son intégralité. Plusieurs chansons sont interdites d'antenne ; à cette censure officielle s'ajoute la censure interne de la maison de disques. Plusieurs chansons sont publiées en super 45 tours.
Léo Ferré est tour à tour sarcastique, mordant, moqueur (Les rupins, Les Parisiens), antimilitariste (Miss guéguerre), ironique et sexiste (Les femmes), tendre (Nous deux, Les chéris, L'amour), romantique (Vingt ans), anarchiste (Les temps difficiles, Les 400 coups).
En 2003, paraît un album CD justement nommé Les Chansons interdites... et autres (s'inspirant du titre du 45 tours de 61) ; outre les douze titres cités ci-dessus, il en comporte six supplémentaires : Pacific blues*, Regardez-les*, Mon général*, La gueuse*, Chanson mécanisée, Le vent (quatre d'entre elles (*) étaient initialement sur l'album Mort né).

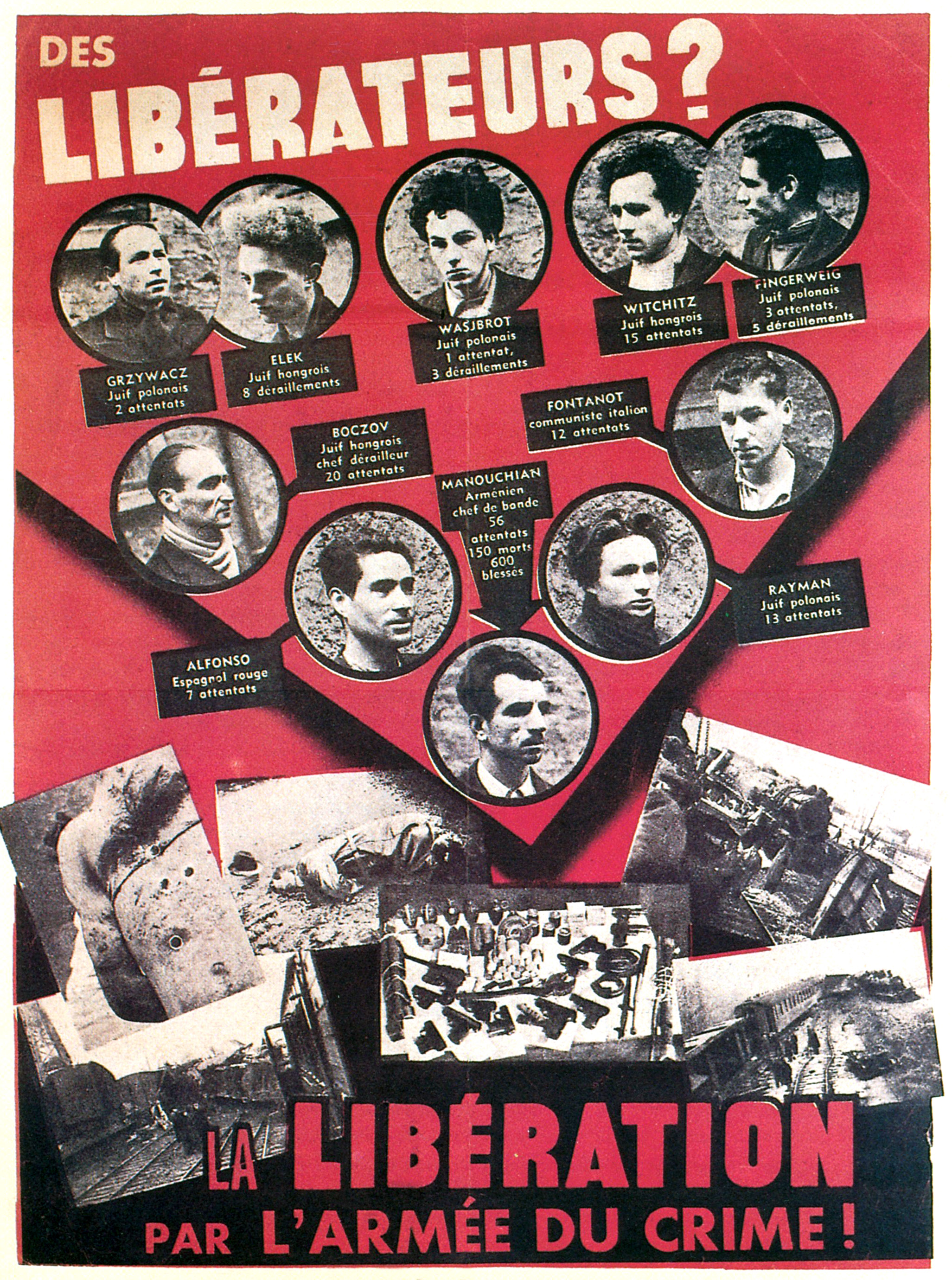
L'Affiche rouge, qui a inspiré la chanson éponyme.

Mon général interpelle Charles de Gaulle et fait la différence entre l'homme de 1940-1944 et le chef d'État qu'il est alors : «… Paraît qu'on veut vous faire élire, c'est vrai sans blagu' c'est enfantin, ils savent pas que les vacheries de la gloire c'est qu'au milieu d'une page d'histoire, il faut savoir passer la main / (…) / Mon général j'ai souvenance que vous avez sauvé la France, c'est Jeanne d'Arc qui me l'a dit, c'est une femme qui avait de la technique malgré sa fin peu catholique, vous aviez les mêmes soucis… ».
Thank you Satan est devenue au fil du temps une chanson emblématique de Ferré dans sa veine anarchiste. Sa chute, telle une prémonition, clôt l'épisode de censure : « … et que l'on ne me fasse point taire et que je chante pour ton bien, dans ce monde où les muselières ne sont pas faites pour les chiens ».
Par deux fois, en mars et en novembre 1961, Léo Ferré se produit à l'Alhambra. Avec ces prestations la popularité s'installe. Le récital de novembre donne lieu à un enregistrement sur disque (substantiellement complété en 2020 à la faveur de la parution du coffret L'Âge d'or : intégrale 1960-1967).
L'artiste vitupère l'époque : essor de la société de consommation, bellicisme et torture (en pleine Guerre d'Algérie), tutelle de Charles de Gaulle, bourgeoisie étouffante. Il est régulièrement interdit d'antenne mais finit par s'imposer grâce à ses succès déjà cités et, dans une moindre mesure, grâce à L'Affiche rouge, chanson tout d'abord interprétée par Monique Morelli et mettant en musique Strophes pour se souvenir, texte écrit en 1955 par Aragon, reprenant après quelques hésitations une idée de Claude Lévy en 1953, inspirée par le livre Pages de gloire des 23, datant lui de 1951, dix ans avant la chanson.

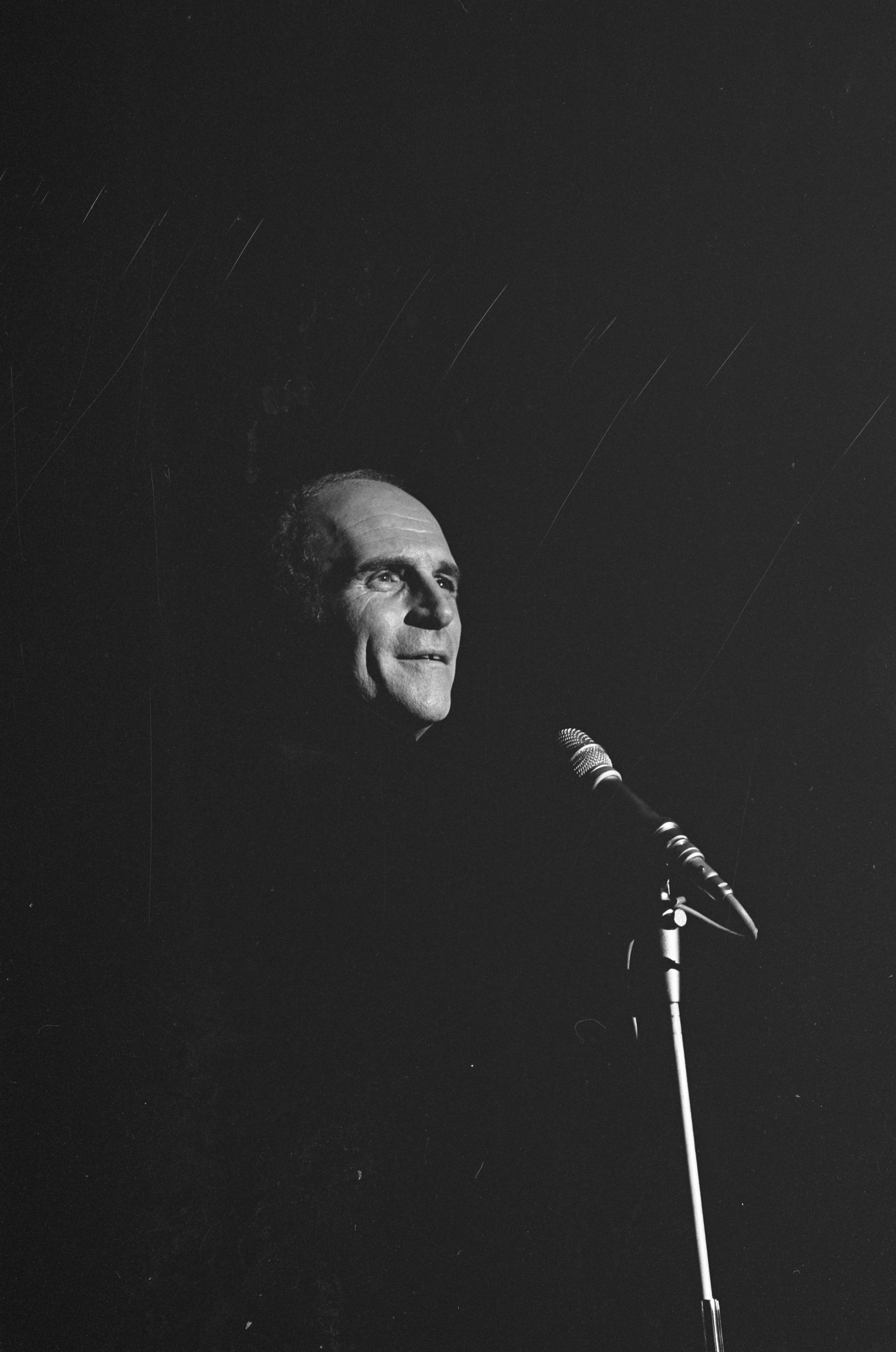
Léo Ferré, au grand gala du disque de 1966 à Amsterdam.

Ferré se produit à guichets fermés dans les grandes salles parisiennes et surtout à Bobino, pour des périodes de deux à six semaines. Il tourne peu en province, mais se rend pour la première fois au Canada en 1963. Il y retournera régulièrement jusqu'à la fin de sa vie. Il se montre peu à la télévision et se tient éloigné du « métier ».
De 1963 à 1968, Léo Ferré vit dans le Lot, où il a acheté une demeure vétuste du XVIe siècle, le château de Pechrigal (« tertre royal » en quercynois), qu'il rebaptise Perdrigal (« perdrix » en occitan). En plus des chansons, il y écrit pour lui des textes de réflexions et de longs poèmes. Il s'adonne à sa passion de l'imprimerie, en installant du matériel professionnel ; il apprend la typographie et le brochage, et édite le journal de son épouse Madeleine, un livre de deux cents pages qui décrit leur quotidien difficile. Le couple – dont la relation se dégrade - vit entouré de nombreux animaux, à commencer par la chimpanzée Pépée, achetée en 1961 à un dresseur. Léo Ferré développe une relation privilégiée avec la guenon ; inspiré par les idéaux libertaires en vogue, il l'élève comme une enfant humaine sans lui imposer de contraintes. Ainsi, selon la fille de Madeleine, Annie : « Pépée avait sa chambre, ses jouets, elle déjeunait avec nous, faisait la sieste, conduisait la voiture sur les genoux de Léo. Le soir, avant d'enfiler son pyjama, elle buvait gentiment sa tisane avant de nous serrer tendrement et très fort dans ses bras ». Annie doit appeler la guenon "soeu-sœur", qu'elle considère désormais comme une rivale. Annie finit par quitter la famille quand Léo et Madeleine accueillent trois chimpanzés de plus, un taureau, un cochon, des vaches, des chiens et des chats.
Toutefois au début de l'année 1966, Madeleine et Léo se produisent ensemble à un enregistrement public intitulé « Madeleine et Léo Ferré disent et chantent les poètes ». La soirée est organisée par le poète Luc Bérimont au studio 102 de la Maison de la Radio, pour l'émission dont il est producteur : La Fine fleur de la chanson française, diffusée sur France Inter. Madeleine récite notamment le Poète contumace de Tristan Corbière et le Crachat de Léo Ferré.

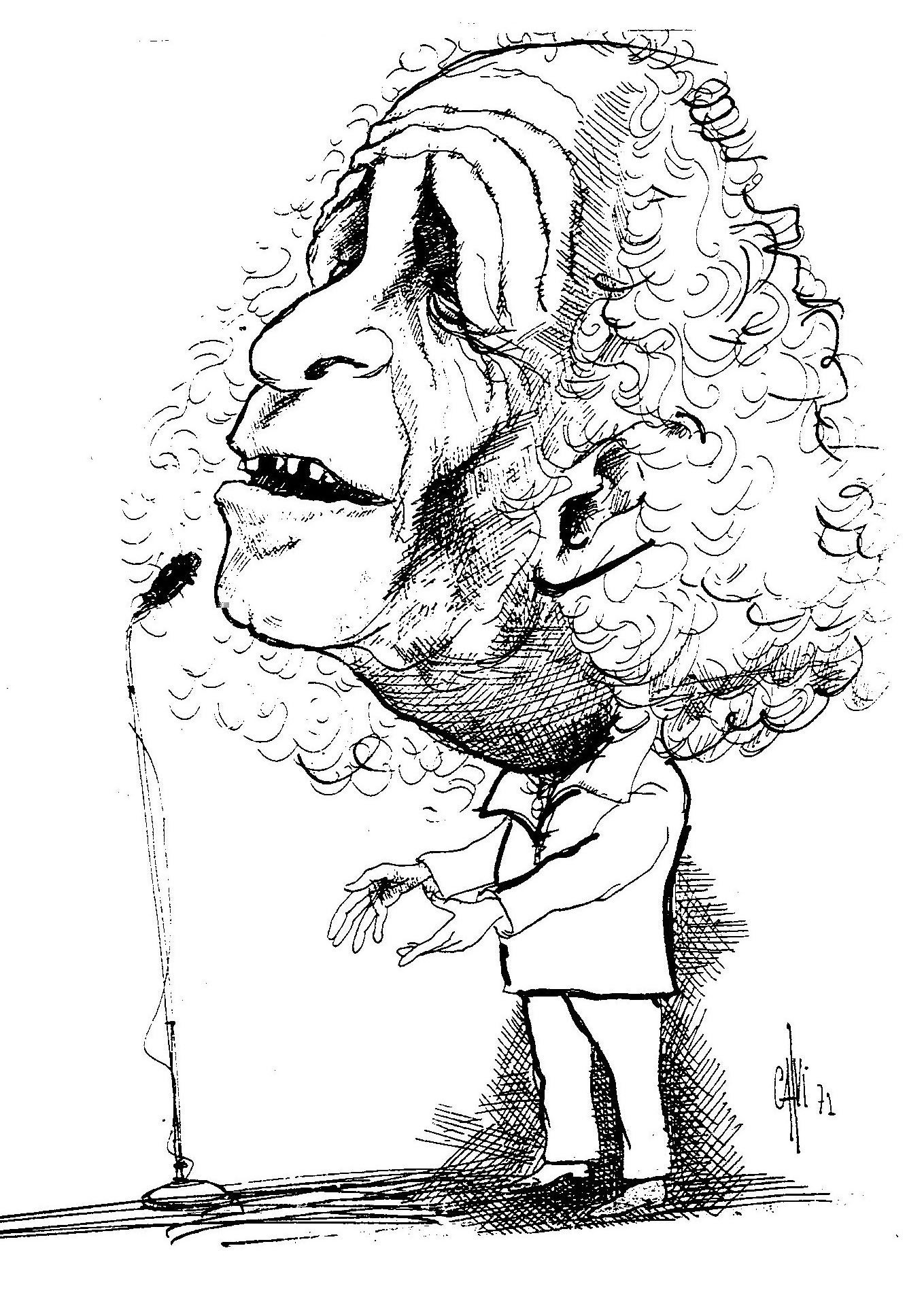
Léo Ferré sur scène vu par Calvi

En 1967, Barclay censure la chanson À une chanteuse morte dédiée à Édith Piaf (voir album Cette chanson). Ferré lui intente un procès, qu'il perd. La même année, à l'occasion du centenaire de la mort de Baudelaire, Ferré consacre un double album au poète.
En mars 1968, Léo Ferré ne revient pas au domicile conjugal après un gala, malgré les menaces de son épouse. Il part vivre avec Marie-Christine Diaz, la gouvernante du château dans le Lot.
Peu de temps auparavant, Pépée, à la suite d'une blessure, devient agressive. Madeleine la fait tuer ainsi que plusieurs autres animaux. Très affecté, Ferré se sépare de Madeleine avec qui il n'a jamais eu d'enfants, cette dernière lui ayant caché qu'elle s'était fait ligaturer les trompes. La chanson Pépée est le requiem de ce drame intime.
Après les railleries (Épique époque en 1964, Le Palladium et Les Romantiques en 1966), et alors qu'il vilipende l'immobilisme et la soumission du peuple français (Ils ont voté, La Grève, 1967), Léo Ferré place ses derniers espoirs de changement dans la jeunesse (Salut, beatnik !, 1967). Le 10 mai, première nuit des barricades au Quartier latin de Paris, Léo Ferré chante à la Mutualité pour la Fédération anarchiste comme il le fait chaque année depuis 1948. Il interprète pour la première fois la chanson Les Anarchistes. Puis il part dans le Sud rejoindre sa compagne Marie-Christine, sans prendre part aux événements de Mai. Il vit quelque temps en Lozère, puis en Ardèche.

#### 1968-1974

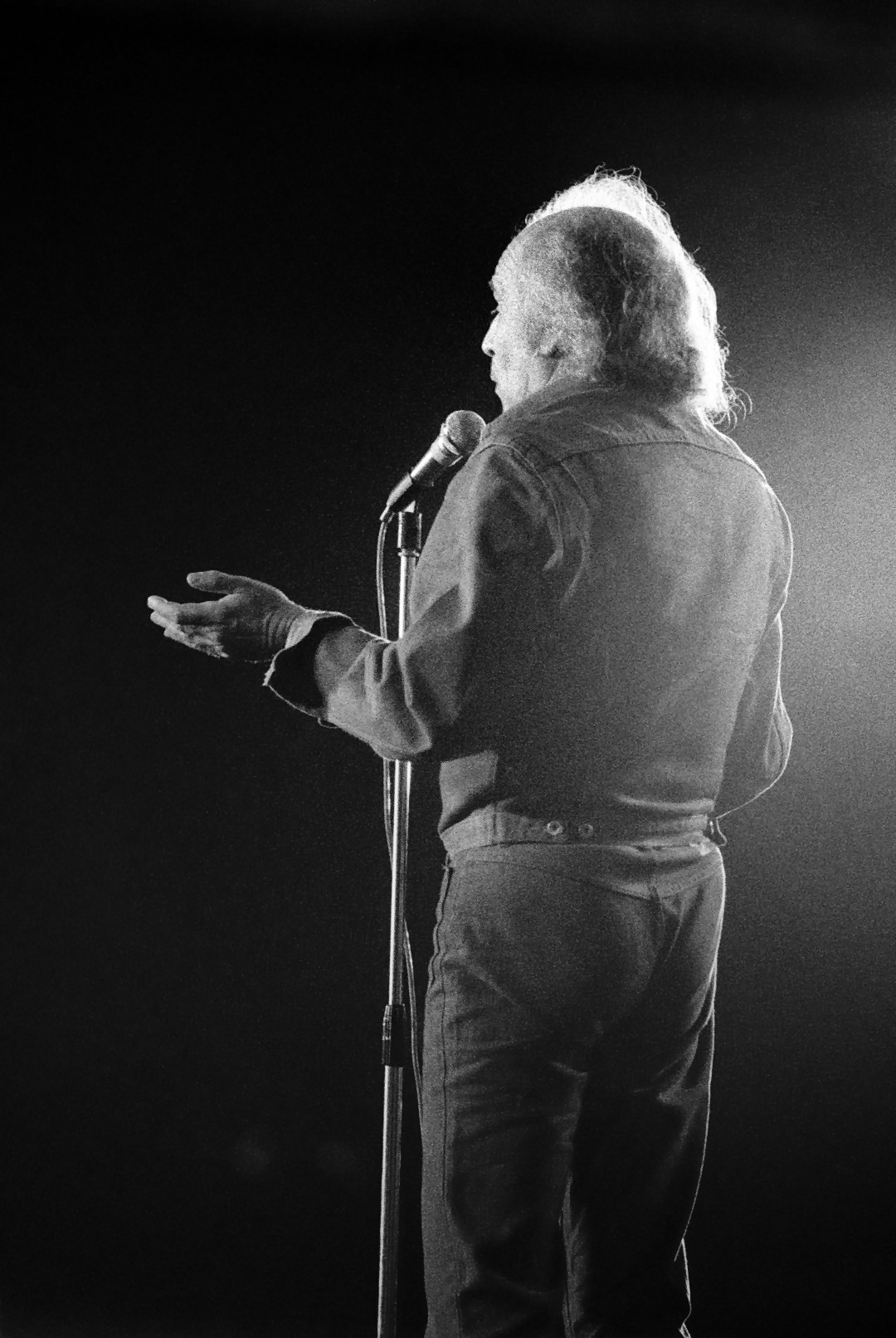
Léo Ferré face au public, fête du PSU, Colombes, 1973.

À partir de l'été 68, Léo Ferré se plonge dans la mise en musique de poèmes extraits de son recueil Poète... vos papiers !. Ces nouvelles chansons, enregistrées sur les albums L'Été 68 et Amour Anarchie, seront perçues par la critique comme un renouvellement de son inspiration alors que ces textes ont été pour la plupart écrits au début des années 1950.
Le succès de « C'est extra » en 1969 élargit considérablement son audience, tout particulièrement auprès de la jeunesse. La réceptivité de ce nouvel auditoire, qui reconnaît dans le poète le « prophète » de sa propre révolte, amène Ferré à éclater dans certaines de ses chansons les structures traditionnelles au profit de longs monologues discursifs s'apparentant aux arts oratoires. Par un travail très précis sur la voix parlée (rythme, élocution) et une écriture rhétorique inspirée de la prose de Rimbaud, Ferré ritualise sa parole sur un mode incantatoire et dramatique, qui vise à emporter son auditoire (Le Chien, La Violence et l'Ennui, Le Conditionnel de variétés, La Solitude, Préface, Il n'y a plus rien). Cette recherche ne sera pas toujours bien comprise et Ferré va dorénavant partager le public et la critique comme jamais.
À cela s'ajoute son attirance pour le rock anglo-saxon, qu'il envisage comme un moyen de dépoussiérer les vieilles habitudes du paysage musical français. Ainsi en 1969, il enregistre à New York une version inédite du titre Le Chien avec des musiciens de jazz-rock (John McLaughlin et Billy Cobham, respectivement guitariste et batteur du Mahavishnu Orchestra, et Miroslav Vitouš, bassiste de Weather Report). Initialement ce devait être avec Jimi Hendrix,. Pour d'obscures raisons, Ferré n'utilise pas cette version et réenregistre le titre avec un jeune groupe français que sa maison de disques veut mettre en avant : Zoo. La collaboration durera le temps de deux albums (Amour Anarchie, La Solitude) et d'une tournée en 1971. Toujours en 1969, il rencontre Brel et Brassens lors d'un entretien pour RTL. Ferré s'établit à la même époque en Toscane, entre Florence et Sienne, d'abord à San Casciano, puis dans le domaine de San Donatino, qu'il achète à Castellina in Chianti.
En 1970, sa maison de disques écarte « Avec le temps » du double LP Amour Anarchie. Sortie « à la sauvette » en 45 tours, cette chanson tragique inspirée de ses propres désillusions devient un classique instantané, le plus grand succès de Ferré, qui ne cesse d'être repris en France et à l'étranger (voir la Liste des interprètes de Léo Ferré). La même année est publié son roman autobiographique Benoît Misère. L'indifférence du monde littéraire et le peu d'implication de l'éditeur retiendront Ferré de retenter l'expérience (malgré des projets ultérieurs). Il saute par contre sur l'occasion que lui offre Jean-Pierre Mocky de renouer avec ses rêves orchestraux en lui demandant de composer la musique de son film L'Albatros. Ferré écrit et orchestre quarante minutes de musique symphonique. La collaboration se passe mal ; Mocky n'en utilise que cinq minutes. Ferré reprend ce matériau pour créer, l'année suivante, les chansons Ton style et Tu ne dis jamais rien, décidant du même coup de se passer désormais de tout arrangeur. Voulant s'affirmer aux yeux de tous comme musicien, Ferré décide alors de ré-enregistrer La Chanson du mal-aimé dans de meilleures conditions techniques. Cette fois il dirige, chante et dit le texte seul, en lieu et place des chanteurs lyriques d'autrefois, ce qui l'amène à modifier légèrement son orchestration.
Après avoir été idolâtré par de nombreux jeunes, Ferré subit en 1971 une contestation virulente d'une minorité du public se disant gauchiste, qui vient régulièrement perturber les concerts. Ces « désordres » reprendront de plus belle en 1973 et en 1974, au point de lui faire un temps envisager d'arrêter la scène.
L’année 1972 signe son retour à l'Olympia, où il ne s'est pas produit depuis 1955. Très actif durant ces années, il fait une tournée au Liban, en Algérie, effectue de nombreux galas au profit d'ouvriers grévistes, ou encore du jeune journal Libération, alors totalement indépendant financièrement et politiquement. Il tourne partout en France, en Suisse, en Belgique, et participe avec Brassens à un concert en faveur de l'abolition de la peine de mort.
En 1972, il se déplace également en Bretagne pour rencontrer Glenmor, un auteur-compositeur-interprète, écrivain et poète de langues française et bretonne, engagé dans la défense de l'identité bretonne. Ce faisant, il souhaite découvrir l'« homme qui dit que la France n'existe pas». Ils tournent tous les deux en Bretagne à l'occasion de cette rencontre.
Le 5 mars 1974, il épouse à Florence sa compagne Marie-Christine Diaz, qui a 31 ans de moins que lui, avec qui il aura trois enfants : Mathieu, le 29 mai 1970, Marie-Cécile, le 20 juillet 1974 et Manuella, le 26 janvier 1978. Durant l'année précédente sont sortis deux disques très noirs : Il n'y a plus rien, qui met en mots et en musique la désillusion de Mai 68, et Et... Basta !, où Ferré fait le bilan de ses souvenirs intimes et règle ses comptes dans un long monologue en prose, qui n'est plus à proprement parler de la chanson. Sur le premier disque, Ferré est exclusivement symphonique. Sur le second, l'accompagnement se réduit au contraire à quelques instruments.
Le départ de son pianiste Paul Castanier, fidèle accompagnateur depuis 1957, ainsi que la rupture en 1974 avec la maison Barclay, à la suite d'une accumulation de différends, vont contraindre juridiquement Léo Ferré au silence pendant plusieurs mois au cours desquels il se consacre alors principalement à la composition et la direction d'orchestre.
Au cours de cette période, la chanteuse Pia Colombo « prête » sa voix à Léo Ferré. C'est dans ce contexte que sort en 1975 l'album Pia Colombo chante Ferré 75, où elle interprète cinq nouvelles chansons de l'artiste. Conjointement à ce disque, sort l'unique album instrumental de Ferré, Ferré muet… dirige, où sont donnés dans une version symphonique quatre des cinq titres précédemment enregistrés par la chanteuse.
C'est en participant au Festival de Vence organisé par son ami le violoniste Ivry Gitlis qu'il rencontre le pianiste classique Dag Achatz (en), avec lequel il enregistre le Concerto pour la main gauche de Ravel. Ensemble, ils donnent durant cinq semaines un spectacle hors normes à l'Opéra comique, avec La Chanson du mal-aimé en piano-voix, Et... Basta !, de nouvelles chansons « en chantier » et L'Espoir, qui est emblématique du lyrisme « espagnol » de l'artiste. C'est un véritable succès public, malgré une incompréhension et un rejet critique quasiment unanimes.

### Les années toscanes: 1975-1993

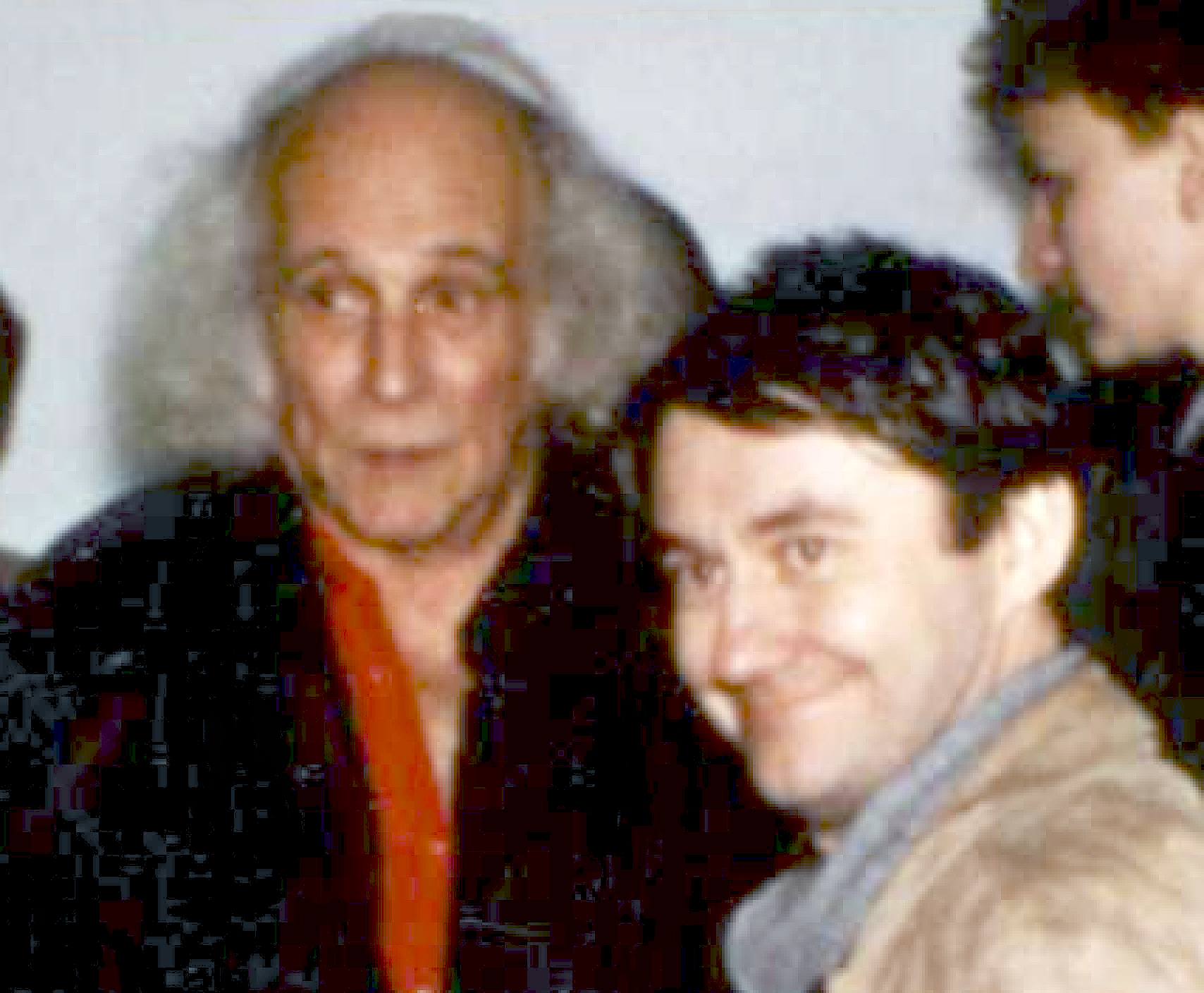
Léo Ferré et Alain Meilland (à droite) au Printemps de Bourges en avril 1985.

En 1975 Léo Ferré dirige sur scène l'Orchestre de l'Institut des Hautes Études Musicales de Montreux, puis l'Orchestre Symphonique de Liège et en novembre, l'Orchestre Pasdeloup au Palais des congrès de Paris, à l'occasion de la publication de l'album Ferré muet dirige…, enregistré avec Dag Achatz. Ferré tient la gageure de diriger l'orchestre et chanter en même temps. Il mélange Ravel et Beethoven à ses propres compositions, et inverse le placement de l'orchestre. 140 musiciens et choristes sont présents sur scène. C'est de nouveau une expérience de spectacle inédite, cassant les conventions et décloisonnant les univers. Ferré fait salle comble durant cinq semaines, mais la critique issue du monde musical classique rejette ce spectacle hybride.[réf. nécessaire] Ferré en est profondément blessé et, malgré ses nombreuses tentatives, il éprouvera de grandes difficultés à rééditer ce genre de spectacle. Faute de pouvoir être accompagné par un grand orchestre et plutôt que de se produire sur scène en petite formation, Léo Ferré fait le choix de s'accompagner tantôt au piano comme à ses débuts, tantôt de chanter sur les bandes-orchestre de ses enregistrements studio.
En 1976, recouvrant le droit de s'enregistrer, il signe chez CBS. À partir de cette date, la majeure partie de ses enregistrements sera réalisée avec l'Orchestre symphonique de la RAI, placé sous sa direction. La major va très vite se débarrasser de Ferré, dont les retombées commerciales pourtant réelles sont jugées trop faibles au regard de l'investissement qu'il représente (son esthétique à contre-courant de toutes les modes rend malaisée sa programmation sur les ondes et complique désormais la possibilité d'un « tube »). Lâché par le « métier », définitivement dégoûté de n'être qu'une « marchandise pour les producteurs », Ferré se résout en 1979 à assurer lui-même la production de ses disques en louant à ses frais studio, musiciens et techniciens, ne signant plus que des contrats de distribution avec les maisons de disques, et cela jusqu'à la fin de sa carrière.
De 1976 à 1979, il tourne moins. Il s'éloigne quelque peu de l'expression violemment déclamatrice de sa révolte pour ne pas s'enfermer dans un rôle et pour mieux célébrer les forces spirituelles qui l'habitent. Les albums Je te donne (1976), La Frime (1977) et Il est six heures ici et midi à New York (1979) font la part belle à un lyrisme toujours aussi charnel mais d'une plus grande sérénité. Chacun d'entre eux aurait pu proposer le double de titres tant Ferré a accumulé de textes et tant il compose sans cesse. En témoignent pour la seule année 1977 ses maquettes d'un troisième album consacré à Baudelaire (publié en 2008) et celle de Je parle à n'importe qui, long monologue en prose et en vers libres, qui peut être considéré comme le « suite et fin » radical d'Et... Basta !. Ferré nourrira toujours beaucoup plus de projets qu'il ne saura en officialiser.
Il continue ses travaux d'auto-édition durant toute la décennie, tirant plusieurs plaquettes aux formats inusités, accompagnées de nombreuses photographies, illustrations, lithographies et gravures en bichromie, qu'il ne cherche pas à commercialiser si ce n'est parfois lors de ses spectacles.
En 1980, à la demande de l'éditeur Plasma, il assemble un nouveau recueil qu'il intitule Testament phonographe. Cela lui permet de rendre disponible les textes de ses chansons enregistrées entre 1962 et 1980, ainsi que plusieurs inédits. Le livre se vendra à plusieurs milliers d'exemplaires avant que l'éditeur ne fasse faillite, sans avoir reversé un seul centime à l'artiste. La même année paraît La Violence et l'Ennui, un album de rupture avec le tout-symphonique qui inaugure une recherche du contraste propre au Ferré des années 1980. Cet album donne à entendre Villon et sa célèbre Ballade des pendus, un poète peu mis en avant jusqu'ici par Ferré mais cher à son cœur.
Toujours en 1980, les 28 et 29 novembre, Léo Ferré remonte sur scène à la Maison pour tous de Saint-Quentin-en-Yvelines. Le Courrier de Mantes écrit : « Le mur de la solitude est tombé : Léo Ferré rechante. »
En 1982, Léo Ferré participe au sixième Printemps de Bourges et publie le triple album Ludwig-L'imaginaire-Le bateau ivre, souvent considéré comme un des sommets de sa discographie.
L'année d'après il reprend La Nuit, son feuilleton lyrique de 1956, le modifie en profondeur pour en faire une nouvelle œuvre baroque par son foisonnement et ses sautes de registre poétique et musical. Ce sera l'épique quadruple album L'Opéra du pauvre, auquel il adjoint Le Chant du hibou, une ballade instrumentale pour violon et orchestre en trois mouvements. Toujours en 1983, le 13 décembre, à l'Espace B.A.S.F., seul au piano, il donne un concert de soutien au profit de Radio libertaire, alors menacée d'interdiction par l'État, et écrit à l'instigation du comédien-dramaturge Richard Martin les dialogues de la pièce L'Opéra des rats, qui sera donnée au Théâtre Toursky de Marseille la même année, puis en 1996.
Ce travail intense ne l'empêche pas de se remettre à sillonner les routes pour se produire devant un large public dont le renouvellement constant fait sa fierté, lui qui est souvent moqué par les journalistes sur son âge. La décennie 1980 voit le rapport entre Ferré et son public se modifier pour aller vers une plus grande connivence, débarrassée de l'hystérie idolâtre des premières années 1970.
Les récitals restent cependant très offensifs et durent alors près de trois heures. Avec une spontanéité volontiers digressive l'artiste n'hésite pas à railler et déconstruire certaines de ses chansons emblématiques. En témoigne le récital donné au Théâtre des Champs-Élysées en avril 1984, qui « balaye » quatre décennies d'un travail d'écriture poétique ininterrompue. Cette même année, il dirige l'Orchestre Symphonique de Lorient pour sept concerts atypiques, tous les morceaux étant reliés les uns aux autres par la récitation du poème Métamec. Ferré revient une nouvelle fois à l'Olympia, puis clôt l'année en dirigeant l'Orchestre symphonique et lyrique de Nancy pour trois représentations où il redonne La Chanson du mal-aimé, à la salle Victor Poirel à Nancy.
Il consacre l'hiver 1984-1985 à la composition et au filmage des Loubards, un album et une émission sur de nouveaux textes de son vieil ami Caussimon. La même année il dirige l'Orchestre de la Cité de Barcelone pour deux concerts nocturnes devant la cathédrale en compagnie du guitariste catalan Toti Soler, puis l'Orchestre Métropolitain de Montréal pour quatre représentations.
En février 1986, toujours fidèle aux anarchistes, Léo Ferré inaugure le Théâtre Libertaire de Paris (Théâtre Déjazet) pendant six semaines avec un récital à nouveau exclusivement consacré aux poètes, qu'il n'a pas cessé de mettre en musique (dans les années 1980 surtout Rimbaud et Apollinaire). Il reviendra au TLP pour chacun de ses grands rendez-vous parisiens, en 1988 et en 1990. À la fin de l'année paraît le double LP On n'est pas sérieux quand on a 17 ans, qui synthétise toutes les facettes de son travail en assemblant des éléments épars de ses innombrables chantiers en cours.
En 1987, Ferré entame une nouvelle « tournée-marathon » : en France, en Allemagne, en Autriche, en Italie, en Belgique, au Canada et jusqu'au Japon, où le public l'accueille très chaleureusement. Il participe aux troisièmes Francofolies de La Rochelle, qui lui rendent hommage à travers un concert où Jacques Higelin, Mama Béa, Catherine Ribeiro et d'autres chanteurs reprennent ses chansons. Le public français accueille désormais de plus en plus souvent ses entrées en scène par une longue ovation fraternelle, debout. À partir de 1990 Ferré termine tous ses récitals par Avec le temps, qu'il demande au public de ne pas applaudir, disparaissant dans le silence vers le néant des coulisses, sans rappel.

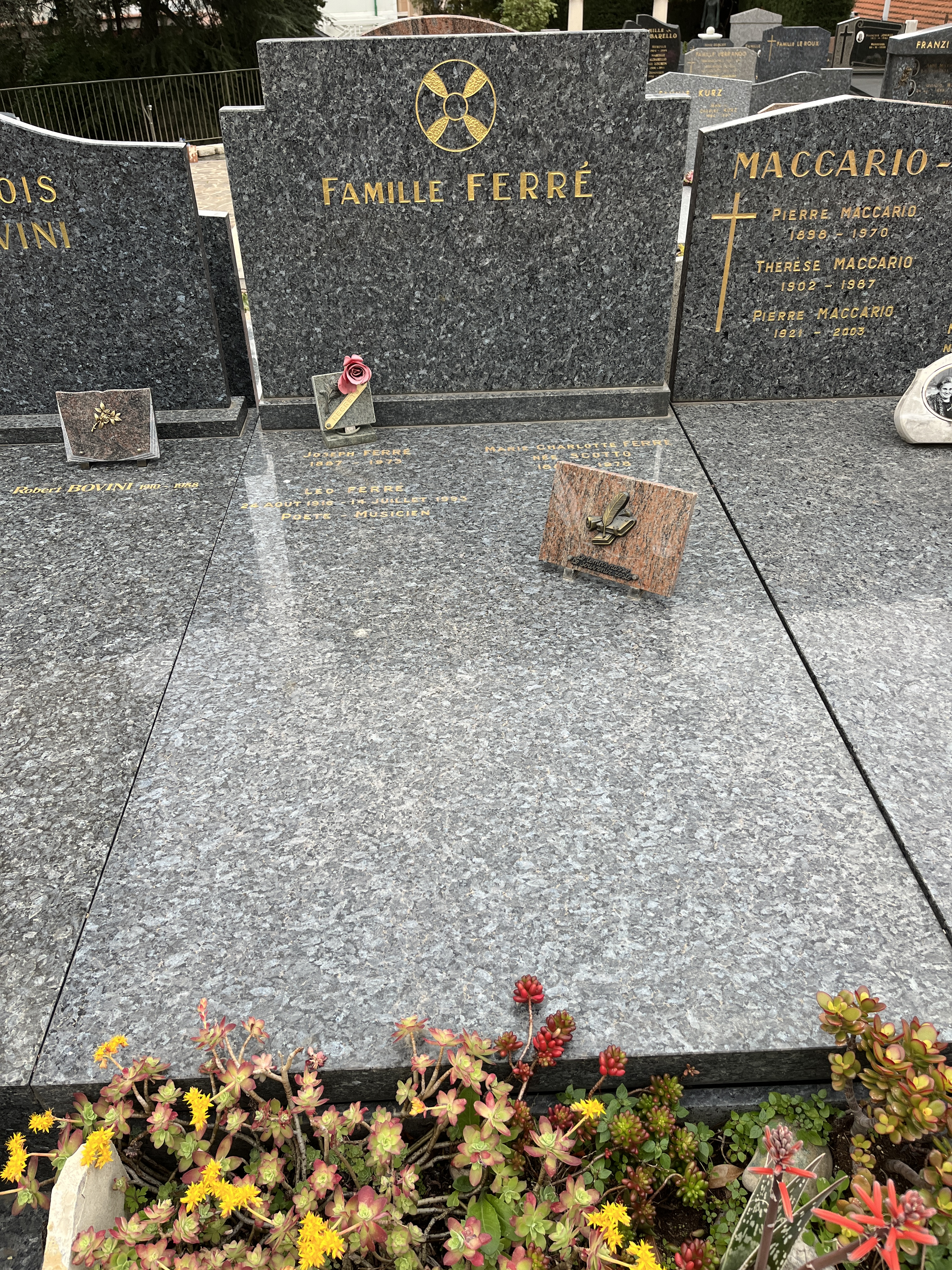
Tombe de Léo Ferré au cimetière de Monaco.

En 1991, pour ce qu'il sait être son dernier album[réf. nécessaire] et à l'occasion du centenaire de la mort de Rimbaud, il choisit de s'effacer derrière le poète en disant/psalmodiant Une saison en enfer seul au piano. Il dirige des musiciens classiques une dernière fois en compagnie de la Philharmonie de Lorraine. Léo Ferré se produit le 22 août 1992, à Saint-Florentin au Festival en Othe, ce sera sa dernière scène. Hospitalisé fin 1992, il doit annuler sa rentrée parisienne au Rex. Il fonde les Éditions musicales La Mémoire et la Mer afin que ses ayants droit puissent mieux veiller à l'utilisation future de son œuvre. Sa dernière apparition publique a lieu à la Fête de l'Humanité où l'a invité Bernard Lavilliers, avec qui il chante devant plusieurs milliers de personnes Est-ce ainsi que les hommes vivent ? de Louis Aragon, et Les Anarchistes.
Léo Ferré meurt chez lui, le 14 juillet 1993, à l'âge de 76 ans, des suites d'une maladie qui le mine depuis plusieurs années. Il est inhumé au cimetière de Monaco, dans l'intimité.

« Je vous donne ma voix et puis tous mes violons / Vous savez qui je suis maintenant ? / Le vent je suis le vent »

— Léo Ferré, Vous savez qui je suis maintenant ?

## Style
Léo Ferré est une référence de la chanson française. Mêlant l'amour et la révolte, le lyrisme et le registre familier, l'érudition et la provocation, l'ironie (souvent grinçante) et le sublime, la plus grande simplicité et la démesure épique, Ferré dépeint des états d'âme plus qu'il ne raconte des histoires avec des personnages. Son chant secoue plus qu'il ne flatte. Cet artiste est celui par qui la chanson a su acquérir un langage véritablement critique.

### L'écriture textuelle
Ferré est considéré comme un poète marquant de la deuxième moitié du XXe siècle, avec une expression riche et profonde, où l'influence du surréalisme se fait sentir notamment dans la seconde moitié de l'œuvre enregistrée. Il utilise un vocabulaire étendu, des champs lexicaux récurrents plutôt inattendus par rapport aux sujets choisis, il joue avec la connotation usuelle des mots, forge des néologismes, crée des images complexes s'engendrant les unes les autres, avec de nombreux changements de registre et de rythme ; l'intertexte littéraire y est abondant, le sens rarement univoque.
En tant qu'écrivain, il a abordé – en les subvertissant à des degrés divers – le récit d'enfance romancé (Benoît Misère, 1970), le genre épistolaire (Lettres non postées, inachevé), la chronique autobiographique (Les Années blêmes, L'An soixante-huit), l'essai (Technique de l'exil, Le Style, Les idoles n'existent pas, Introduction à l'anarchie, Introduction à la poésie/Le mot voilà l'ennemi !, Introduction à la folie), le portrait, voire l'autoportrait (préface à l'édition au Livre de poche des Poèmes saturniens de Paul Verlaine, 1961 ; préface au recueil consacré à Jean-Roger Caussimon dans la collection Poètes d'aujourd'hui, 1967). Il s'est frotté au théâtre (L'Opéra des rats, 1983), il a publié des recueils de poésies (Poète... vos papiers !, 1956 ; Testament phonographe, 1980) et composé de vastes poèmes ouvragés (La Mémoire et la Mer (version longue), Le Chemin d'enfer, Perdrigal/Le Loup, Testament phonographe, Death… Death… Death…, Métamec).

### L'écriture musicale
Léo Ferré est un infatigable passeur. En mettant en musique ses modèles et ses affinités, notamment Apollinaire, Baudelaire, Verlaine, Rimbaud, Villon, Aragon et quelques autres (Rutebeuf, Cesare Pavese, Jean-Roger Caussimon…), il contribue à en maintenir l'aura auprès d'un public élargi.
Hors de la chanson, Léo Ferré s'est essayé à la composition de différents genres : l'opéra avec La Vie d'artiste (inédit), l'oratorio en 1953 avec La Chanson du mal-aimé (texte d'Apollinaire), le ballet chanté en 1956 avec La Nuit, la musique instrumentale avec la Symphonie interrompue (1954), Le Chant du hibou (1983), Le Concerto pour bandonéon (inachevé), et enfin la musique de film pour Douze Heures d'horloge (1959), avec Lino Ventura, ou L'Albatros de Jean-Pierre Mocky (1971). Il faut ajouter à cela la direction d'orchestre, qu'il apprend en autodidacte. De 1975 à 1990, Léo Ferré dirige occasionnellement les orchestres symphoniques qu'on veut bien lui prêter, lors de représentations en France, en Italie, au Canada, en Espagne, en Suisse et en Belgique.

## Anarchisme et engagements

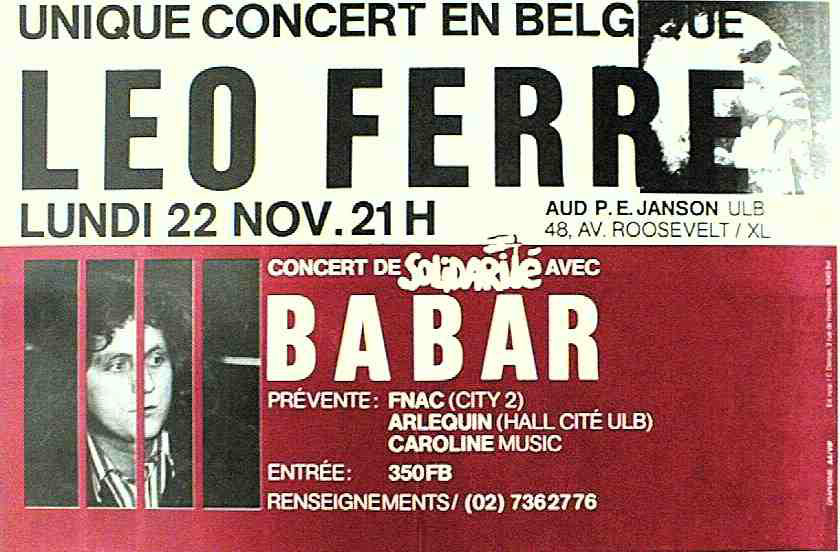
Concert de Léo Ferré en solidarité avec le militant libertaire Babar, en 1982.

Dès 1948, Léo Ferré fréquente le milieu libertaire parisien et participe à tous les galas de soutien organisés par le journal Le Libertaire et la Fédération anarchiste. Il reste fidèle jusqu'au bout à l'anarchie, qu'il décrit comme une forme de solitude et d'amour, et comme la « formulation politique du désespoir », aidant à la création de Radio Libertaire et ne se produisant à Paris, les dernières années de sa vie, qu'au Théâtre libertaire de Paris,.
Contre la peine de mort, il écrit en 1964 la chanson Ni Dieu ni maître, considérée comme un de ses classiques. 
En 1971, il soutient, avec la chanson Le Conditionnel de variétés, le journal d'extrême gauche La Cause du peuple que le gouvernement avait fait interdire et dont les deux directeurs de publication avaient été placés en détention.
La même année, Léo Ferré qui a déclaré « contrairement aux communistes, nous les anarchistes, on a pas besoin de secrétaire », exprime devant les caméras de télévision en 1971, une opinion sévère sur la gauche : « La gauche c’est une salle d’attente pour le fascisme […] Ces gens qui se disent de gauche, c’est ce qui tue ce pays ».
En 1972 il participe (avec notamment  Georges Brassens et Serge Reggiani), à un concert en soutien à l'abolition de la peine de mort. Il réaffirme sa position en 1975 dans sa chanson La Mort des loups. Puis, quelques mois avant l'abolition de la peine de mort en France, il publie dans Le Monde, une « Lettre ouverte au ministre dit de la Justice », adressée à Alain Peyrefitte pour défendre Roger Knobelspiess, emprisonné mais revendiquant son innocence, et condamnant encore au passage la peine capitale « qui a permis de guillotiner Roger Bontems qui n’avait jamais tué personne ».

## Ferré et la misogynie
Léo Ferré assume à plusieurs reprises sa misogynie, souvent incluse dans une franche misanthropie. À la question « pourquoi êtes-vous misogyne ? », Léo Ferré répond « parce que j'aime trop les femmes, [...], j'aime toutes les femmes »,. Au cours d'un entretien télévisé en 1971, Ferré déclare notamment:

« La misogynie c'est intéressant aussi, vous savez. On ne sait pas ce que c'est la misogynie, mais il faut être misogyne. Il faut aimer les femmes, mais être misogyne, savoir mettre les femmes à leur place, justement, sur un trône, savoir les adorer. Mais quand on a fini de les adorer, il faut qu'elles nous foutent la paix. [...] La femme c'est la plus grande artiste, parce qu'elle fait un objet extraordinaire. C'est pour ça qu'il n'y a pas d'autres femmes que... Il n'y a pas de femme vraiment art... de grand génie. Pourquoi ? Parce-que le génie de la femme c'est de faire... C'est extraordinaire. Une femme elle dit : « Je veux faire un enfant. Il va sortir de moi ». C'est extraordinaire. Je ne comprends pas les femmes qui n'ont pas l'instinct maternel, c'est une chose énorme ça, non ? Et bah, qu'elles en restent là. Vous comprenez ? Et surtout qu'elles n'emmerdent pas l'artiste. Elles emmerdent, vous comprenez, les femmes. Je parle d'expérience, oui, d'expérience, ô combien... Je hais certains types de femme, en tous les cas les femmes cultivées. De toute façon, il n'en rentre plus une chez-moi. Pas de femme cultivée. Parce que c'est jamais assez cultivé, vous comprenez ? [...] Ce n'est pas assez intelligent, jamais. L'intelligence des femmes c'est dans les ovaires. Ça a tout pris, vous comprenez ? Je ne dis pas ça en mauvaise part. J'aime la femme, je l'admire. [...] La femme, c'est la mère, voilà. »

— Léo Ferré, 1971, entretien télévisé
Ferré présente ainsi dans son œuvre un rapport très contradictoire aux femmes. Tantôt adorateur, tantôt acerbe.
Juliette Gréco, en juillet 1993, répond à un journaliste qui lui demande si Ferré est misogyne : « C’est possible. C’est possible aussi que quelques-unes l’aient mérité… »
En février 2016, la rediffusion radiophonique des déclarations de Léo Ferré, qui a « beaucoup écrit et composé pour les femmes » rappelle l'animateur, à la radio France Inter, choquent quelques « admirateurs et admiratrices » qui l'ont fait savoir à l'antenne,.

## Postérité

### Hommages officiels
« Le seul honneur pour un artiste, c'est de n'en pas avoir »

— Léo Ferré, entretien avec Pierre Bouteiller, France 3, août 1984.
De son vivant, Léo Ferré a refusé de recevoir le Grand prix de la chanson française en 1986, d'être élevé au grade de commandeur des Arts et des Lettres, de soutenir la campagne présidentielle de François Mitterrand en 1981, contre la promesse d'avoir à sa disposition un orchestre symphonique et un cachet substantiel (en 1988, Ferré appelle à l'abstention) et d'être l'invité d'honneur des premières Victoires de la musique en 1987. Il s'est également positionné contre la Légion d'honneur en la qualifiant de « ruban malheureux et rouge comme la honte » dans sa chanson Il n'y a plus rien.

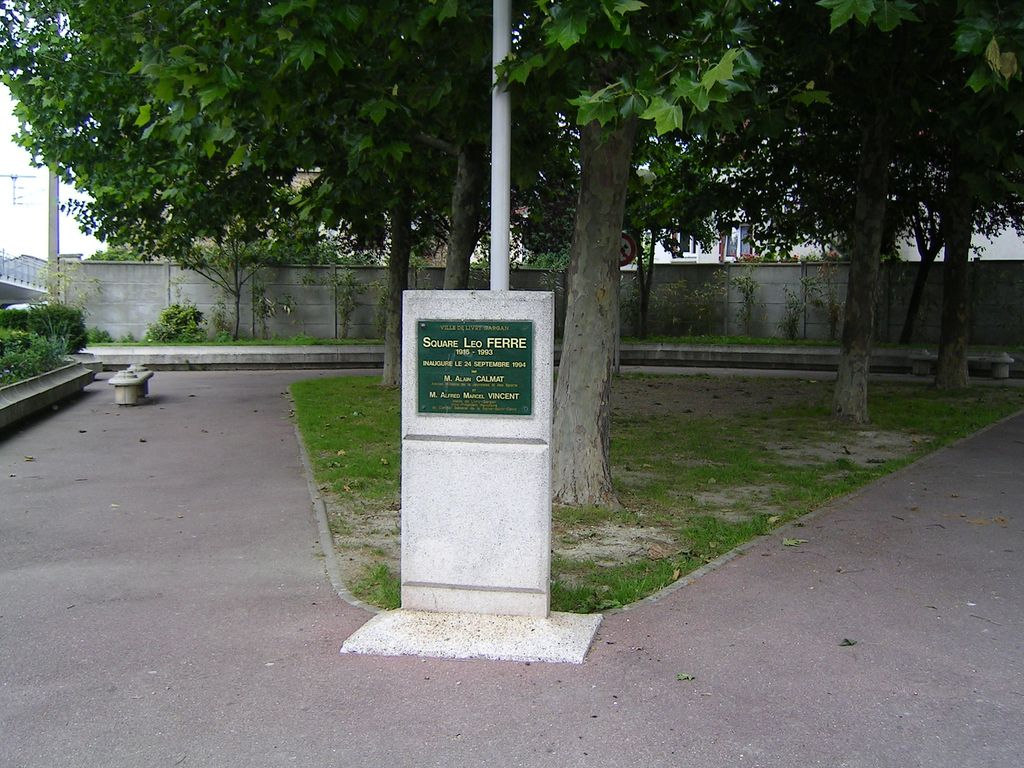
Square Léo Ferré à Livry-Gargan.

La cité scolaire qui comprend un collège, un lycée général et un lycée professionnel de Gourdon, une école primaire publique à Montauban, un collège public à Saint-Lys portent son nom. Il existe une place Léo-Ferré à Saint-Lô, une rue Léo-Ferré à Angers, à Mèze, à Bagneux, à Gratentour, à Pierrefitte-sur-Seine et à Châteaubriant.

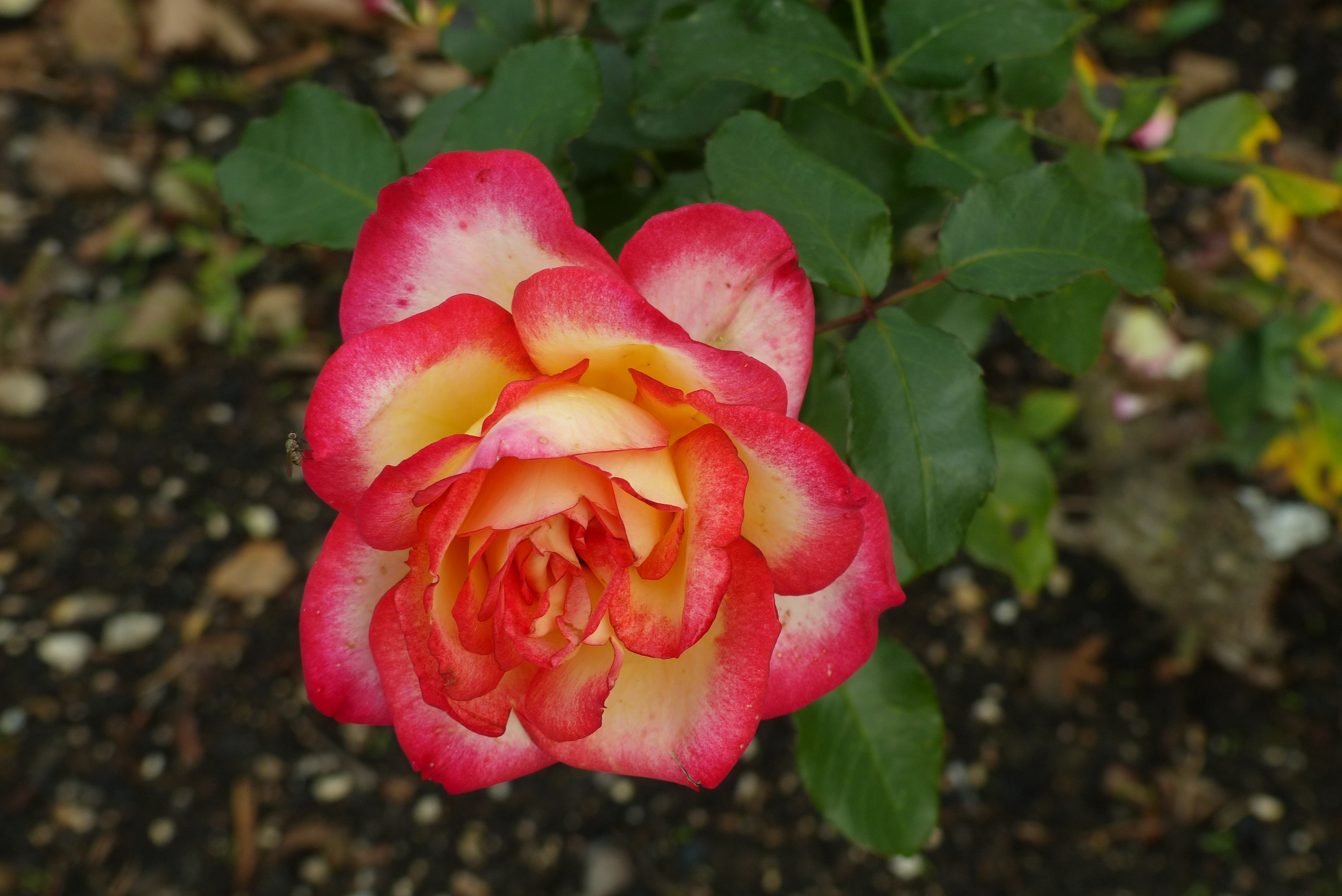
Rose Léo Ferré au Jardin des plantes de Paris.

On a donné son nom à une variété de roses originaires d'Asie, dont la fleur est bicolore, blanc-or bordé de rouge carmin.
En 2001, l'ancienne équipe du Théâtre Libertaire de Paris ouvre un cabaret, le Forum Léo Ferré, à Ivry-sur-Seine.
En 2003, à Monaco, est inaugurée la place Léo-Ferré, où a été installé le visage en bronze de l'artiste par le sculpteur Blaise Devissi.
En 2006, la commune de Grigny (Rhône) inaugure une médiathèque Léo-Ferré et la ville de Bagneux donne son nom à une salle des fêtes, l'Espace Léo Ferré.
En 2007, la street artiste Miss.Tic réalise deux grands pochoirs muraux représentant Ferré et son chimpanzé Pépée pour la résidence universitaire d'Orly.
En 2009, ont été inaugurés la place et le square Léo-Ferré dans le 12e arrondissement de Paris.
En 2012, la première école de musique à porter son nom se trouve à Martignas-sur-Jalle (Gironde).
Le 11 juin 2013, la salle du Canton, une salle de spectacles de 200 places dans le quartier de Fontvieille à Monaco, est renommée Espace Léo-Ferré et est inaugurée par Albert et Caroline de Monaco. Plusieurs autres salles de concerts portent son nom.
En 2014[réf. souhaitée], Le conseil municipal de Daumazan-sur-Arize décide de renommer la salle polyvalente et de lui donner le nom de Léo-Ferré.
En décembre 2014, l'espace Léo-Ferré est créé sur les terrasses du Théâtre Toursky, quartier de Saint-Mauront à Marseille.
En 2016, pour le centenaire de sa naissance, plusieurs hommages lui sont rendus notamment avec un Cabaret Léo-Ferré à la Comédie-Française à Paris, ou encore une exposition, soutenue par sa famille, à la bibliothèque municipale de Beaune. Le festival canadien Coup de Cœur Francophone lui rend également hommage lors d'un spectacle inédit à Montréal, fin novembre 2016. La Ville de Paris inaugure, au sein de la Canopée des Halles, le Grand studio Léo-Ferré, en décembre 2016.
En 2018, un mail Léo Ferré est inauguré à Stains.

## Timbres
- Monaco
  - 2004, timbre 1,40 €, reprend le buste installé sur la place Léo Ferré.
  - 2016, timbre 1,36 €, pour le centenaire de sa naissance.
- France
  - 2001, timbre 0,46 €, série de six timbres d'après photos Les chanteurs et chanteuses célèbres de la fin du XXe siècle[69],[70].
  - 2016, timbre 1,40 €, centenaire de sa naissance, dessin de Christian Guémy[71].

## Filmographie

### Cinéma
1950 : La Cage d'or de Basil Dearden (brève et unique apparition de Léo Ferré au cinéma)

### Concerts filmés
Cette liste ne recense que les concerts filmés commercialisés à ce jour.

### Documentaires sur Léo Ferré
- 1994 : Léo Ferré par lui-même, de Claude-Jean Philippe
- 2002 : Thank you Ferré, de Charles Brabant
- 2002 : Léo Ferré, les témoins de sa vie, de Frantz Vaillant
- 2003 : Hello Ferré, de Thierry Kubler
- 2013 : Léo Ferré, la mémoire des étoiles, de Frantz Vaillant
- 2013 : Génération Ferré, de Jorge Amat[72]
- 2017 : Léo Ferré Legacy, de Jean-Pierre Zim
- 2020 : Léo Ferré, un homme libre, de Natalie Frassoni et Frédéric Bouvier

### Ouvrages de Léo Ferré

#### Publiés de son vivant
- La Nuit, feuilleton lyrique (La Table ronde, 1956)
- Poète... vos papiers !, poèmes (La Table ronde, 1957)
- Préface à Jean-Roger Caussimon (Éditions Seghers, coll. Poètes d'aujourd'hui, no 161, 1967)
- Mon programme, plaquette auto-éditée (1968)
- Benoît Misère, roman (Robert Laffont, 1970)
- Il est six heures ici et midi à New York, plaquette auto-éditée (Gufo del Tramonto, 1974)
- Je parle à n'importe qui, plaquette auto-éditée (Gufo del Tramonto, 1979)
- La Méthode, plaquette auto-éditée (Gufo del Tramonto, 1979)
- Testament phonographe, textes, poèmes et chansons (Plasma, 1980)
- Avant-propos de Hubert-Félix Thiéfaine de Pascale Bigot (Éditions Seghers, coll. poésie et chansons, no 61, 1988)

#### Parutions posthumes
- La Mauvaise Graine, textes et chansons (Édition no 1, 1993)
- La musique souvent me prend… comme l'amour, recueil critique (La Mémoire et la Mer, 1999)
- Les Noces de Londres, poème lyrique (La Mémoire et la Mer, 2000)
- Marie-Jeanne (La Mémoire et la Mer, 2000)
- Lettres non postées (La Mémoire et la Mer, 2006)
- Les Chants de la fureur, anthologie (Gallimard-La Mémoire et la Mer, 2013)

### Œuvres en collaboration

#### Publiées de son vivant
- Avec le photographe Hubert Grooteclaes : Métamec, plaquette auto-éditée (Gufo del Tramonto, 1979)
- Avec le photographe Hubert Grooteclaes : L'Éternité de l'instant, Éditions du Perron, 1984.

#### Parutions posthumes
- Avec le dessinateur Serge Arnoux : Alma Matrix, La Mémoire et la Mer, 2000.
- Avec le dramaturge Richard Martin : L'Opéra des rats, in Les Chants de la fureur, Gallimard/La Mémoire et la Mer, 2013.

### Ouvrages sur Léo Ferré

#### Biographies
- Gilbert Sigaux, Léo Ferré, Éditions de l'Heure, 1962.
- Dominique Lacout, Léo Ferré, préface de Léo Ferré, Éd Sévigny, 1991.
- Robert Belleret, Léo Ferré, une vie d'artiste, Actes Sud, 1996.
- Jacques Vassal, Léo Ferré, l'enfant millénaire, Hors collection, coll. « Musique » (1re éd. 2003), 324 p. (EAN 978-2749128320). 
  - Édition augmentée : Jacques Vassal et Guy Béart (préf. Guy Béart), Léo Ferré, la voix sans maitre, Le Cherche midi, coll. « Chants libres » (1re éd. 2013), 324 p. (EAN 9782749128320).
- Jean-Éric Perrin, Léo Ferré poète et rebelle, Alphée, 2008,  (ISBN 978-2753803190).
- Sophie Girault, Léo Ferré ni Dieu ni maître, City Édition, 2013, (ASIN B00DCQNAOM).
- Pascal Boniface, Léo Ferré, toujours vivant, Éditions La Découverte, 2016.
- Daniel Pantchenko, Léo Ferré sur le boulevard du crime, Éditions du Cherche midi, 2016.

#### Entretiens
- Françoise Travelet, Dis donc, Ferré…, Hachette, 1976.
- Claude Frigara, Léo Ferré, entretiens entre peau et jactance, Christian Pirot, 2003.
- Quentin Dupont, Vous savez qui je suis, maintenant ?, La Mémoire et la Mer, 2003.

#### Études
- Charles Estienne, Poètes d'aujourd'hui : Léo Ferré, Seghers, no 93, 1962. Réédition : coll. Poésie et chansons, no 1, Seghers.
- Françoise Travelet, Poètes d'aujourd'hui : Léo Ferré, les années-galaxie, Seghers, 1986.
- Christine Letellier, Léo Ferré, l'Unique et sa Solitude, Nizet, 1993.
- Collectif, Cahiers d'études Léo Ferré, Éditions du Petit Véhicule, 1998-aujourd'hui.
  - no 0 - Olivier Bernex et la barque du temps (2003)
  - no 1 - La Marge (1998)
  - no 2 - Words… Words… Words… (1999)
  - no 3 - De toutes les couleurs (1999)
  - no 4 - Écoute-moi (2000)
  - no 5 - Muss es sein ? Es muss sein ! (2000)
  - no 6 - Technique de l'exil (2001)
  - no 7 - Marseille (2002)
  - no 8 - La Mélancolie (2003)
  - no 9 - Amour Anarchie (2005)
  - no 10 - À la Seine : Caussimon-Ferré, frères du hasard (2007)
  - no 11 - La Mémoire et la Mer (2013)
  - no 12 - Le Verbe chair ou la muse en carte (2015)
- Jacques Layani, Les Chemins de Léo Ferré, Christian Pirot, 2005.
- Claude Frigara, Léo Ferré ou l'astre de liberté, in Chroniques d'un âge d'or, Christian Pirot, 2007.
- Yann Valade, Léo Ferré, la Révolte et l'Amour, Les Belles Lettres, 2008.
- Céline Chabot-Canet, Léo Ferré : une voix et un phrasé emblématiques, L'Harmattan, 2008.
- Max Leroy, Les Orages libertaires - Politique de Léo Ferré, Atelier de création libertaire, 2012,  (ISBN 978-2-35104-056-0), notice éditeur.
- Frantz Vaillant, Léo Ferré, droit de réponse, Éditions du Petit Véhicule, 2016.
- Daniel Pantchenko, Léo Ferré sur le boulevard du Crime : au TLP-Déjazet de 1986 à 1992, Le Cherche-Midi, 2016
- Jacques Layani, Léo Ferré, un archipel, Le Bord de l'eau, 2020.

#### Livres de photographies
- André Villers, Léo Ferré, Nice, Z'Éditions, 1989.
- Dominique Lacout & Didier Barbelivien, Léo Ferré, la Chanson du Bien-Aimé, avec une préface de Didier Barbelivien et une postface de Dominique Lacout, Éditions du Rocher, 1993.
- Patrick Ullmann, Thank you Léo, Les Humanoïdes associés, 1994.
- Hubert Grooteclaes & Patrick Buisson, Léo Ferré. Avec le temps, Éditions du Chêne, 1995[N 41].
- Alain Marouani, Léo Ferré, inédits, Michel Lafon, 2005.

#### Témoignages
- Maurice Frot, Je n'suis pas Léo Ferré, Fil d'Ariane, 2001[N 42].
- Louis-Jean Calvet, Léo Ferré, Flammarion, 2003.
- Alain Meilland, Léo de Hurlevent, Gilles Magréau éditions Des Chansons et des Hommes, 2012.
- Annie Butor, Comment voulez-vous que j'oublie… Madeleine et Léo Ferré, 1950-1973, Phébus, 2013.
- Claude Frigara, Léo Ferré, ses pas sur la carte de la Méditerranée. En compagnie de Maurice Angeli, cahiers Chiendents, Éditions du Petit Véhicule, 2016.

#### Divers
- Alain Fournier et Jacques Layani, Léo Ferré, une mémoire graphique, Périgueux, La Lauze, 2000[N 43].
- Collectif, Les Copains d'la neuille (bulletin d'information semestriel sur l'actualité autour de Léo Ferré), La Mémoire et la Mer, 2001-aujourd'hui.
- Christophe Marchand-Kiss, Léo Ferré, la musique avant tout, Textuel, 2003.
- Dominique Lacout & Alain Wodraska, Léo Ferré, je parle pour dans dix siècles, Didier Carpentier, 2003[N 44].
- José Corréa, Léo Ferré, Nocturne, 2009
- Nicolas Désiré-Frisque, Léo Ferré. Études, dessins et croquis, Éditions du Petit Véhicule, 2009.
- Robert Belleret, Dictionnaire Ferré. Fayard, 2013.
- Ludovic Perrin, On couche toujours avec des morts, la remontée fleuve de l'enfant Ferré, Éditions Gallimard, 2013.
- José Corréa, D'une fureur l'autre, La Lauze, 2015
- Jacques Layani, Léo Ferré jour après jour, une chronologie, Le Bord de l'eau, 2022.

## Radio et télévision
- Georges Brassens, Jacques Brel, Léo Ferré, Que pensez-vous de l'anarchie ?, Rock'n Folk, RTL, 6 janvier 1969, écouter en ligne.
- Les concerts d'Inter: soirée spéciale Léo Ferré « Autour de Léo » au studio 104 de la Maison de la Radio. 09/09/2016. Écouter en ligne
- Une nuit avec Léo Ferré entouré de ses amis, avec un long entretien et des chansons (6 heures), France Culture, 01/01/1988 rediffusion 06/05/2017.